# Zarcinia melanozestas
Zarcinia melanozestas är en fjärilsart som beskrevs av Edward Meyrick 1935. Zarcinia melanozestas ingår i släktet Zarcinia och familjen Plutellidae. Inga underarter finns listade i Catalogue of Life.